# Singelaviria
Singelaviria es un dominio de virus que infectan procariotas (bacterias y arqueas) de hábitat termófila o halófila. Los virus de este dominio se caracterizan por tener una proteína única en rollo de gelatina vertical simple denominada SJR-MCP y sus genomas son de ADN bicatenario. Junto con Adnaviria es uno de los pocos dominios sin descendientes en los eucariotas.

## Taxonomía
La taxonomía establecida y actualizada por el ICTV complementada con otros estudios es la siguiente:
- Orden Halopanivirales
  - Familia Sphaerolipoviridae
  - Familia Simuloviridae
  - Familia Matshushitaviridae
- Familia Portogloboviridae

## Características

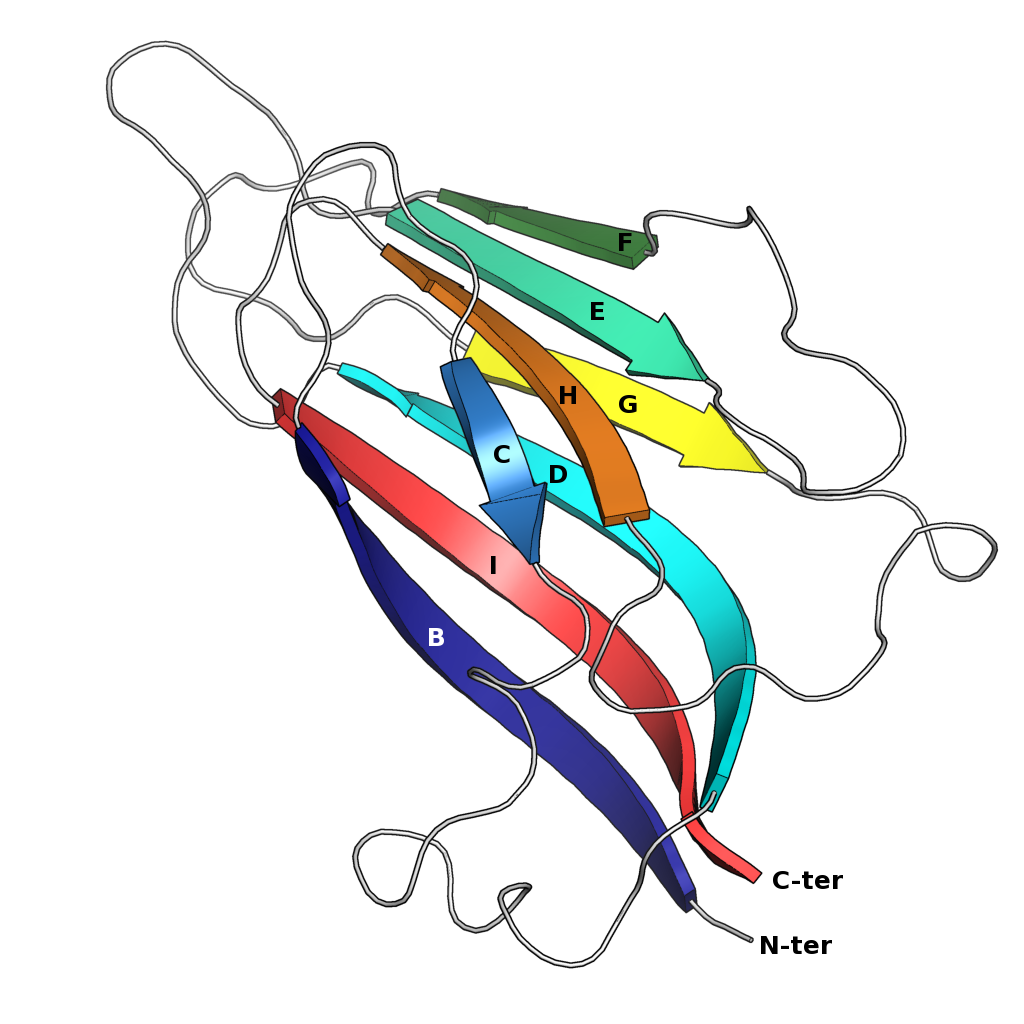
Proteína SJR-MCP típica de Singelaviria.

Todos los virus del dominio contienen una cápside que está formada por dos proteínas de cápside principales que contienen un pliegue simple vertical de rollo de gelatina. Las principales proteínas de la cápside se llaman así porque son las proteínas  primarias de las que está hecha la cápside. Un pliegue de rollo de gelatina es un tipo de estructura plegada en una proteína en la que ocho hebras beta antiparalelas se organizan en cuatro láminas beta antiparalelas en un diseño parecido a un rollo de gelatina, también llamado brazo de gitano. Cada hebra beta es una secuencia específica de aminoácidos, y estas hebras se unen a sus hebras antiparalelas a través de enlaces de hidrógeno. Los pliegues SJR son verticales o perpendiculares a la superficie de la cápside, en contraste con los pliegues horizontales que son paralelos a la superficie de la cápside. Durante el proceso de ensamblaje de la cápside viral, las MCP se autoensamblan en estructuras hexagonales, hexones, que contienen tres copias de ambas MCP. Los hexones luego se unen para formar los lados triangulares relativamente planos de la cápside icosaédrica. Además de la MCP compartida, todos los miembros codifican una proteína de la cápside menor (mCP) que contiene un pliegue SJR. Estas mCP se ensamblan en estructuras pentagonales, pentones, que forman los vértices pentagonales de la cápside icosaédrica. Los miembros también codifican una ATPasa de empaquetamiento del genoma de la superfamilia FtsK-HerA. Las ATPasas son enzimas que empaquetan el ADN viral en la cápside durante el proceso de ensamblaje de los viriones. FtsK-HerA es una familia de proteínas que contiene un dominio transmembrana con cuatro hélices que abarcan la membrana al inicio de la secuencia de aminoácidos de la proteína, una región central en espiral y una ATPasa con un pliegue de bucle P al final de la secuencia de aminoácidos de la proteína.
Las cápsides tienen forma icosaédrica. En su interior se encuentra una membrana lipídica que rodea el genoma del virus. La membrana lipídica se obtiene de las membranas de la célula huésped y contiene proteínas específicas del virus incrustadas en ella. Los esfaerolipovirus poseen dos proteínas de andamiaje que guían la posición de las subunidades de la cápside, llamadas capsómeros, y presentan espigas en los vértices de la cápside que se adhieren a la superficie de las células. Estas espigas están compuestas por múltiples proteínas y tienen forma de cuernos o hélices.
Los genomas son de ADN bicatenario de forma lineal o circular. Algunos miembros son capaces de replicarse tanto mediante el ciclo lítico, que produce viriones, como mediante el ciclo lisogénico, en el que el virus reside en la célula huésped como un episoma.

## Origen
Se ha sugerido que los virus de este dominio se originaron antes que el último antepasado común universal en los protobiontes durante la etapa final del mundo de ARN conocida como "mundo de ADN". La fusión de un replicón con la ADN polimerasa y proteínas de dominio cupin, TNF, Pro-PD, CBM y la SJR-MCP vertical llevó a la formación de los viriones de Singelaviria. Los virus del orden Halopanivirales parecen haber evolucionado de un virus emparentado con Portogloboviridae mediante la duplicación de la SJR-MCP.
Los virus de Singelaviria están relacionados con los del dominio Varidnaviria que contienen proteínas en rollo de gelatina vertical dobles denominadas (DJR-MCP) e inicialmente se les clasificó dentro de dicho dominio como el reino Helvetiavirae suponiendose que los virus de Varidnaviria evolucionaron de los virus de Singelaviria mediante la fusión de dos SJR-MCP para formar la DJR-MCP, sin embargo al cuestionarse ese escenario se opto por clasificarlos aparte.